# ProStředoškoláky
ProStředoškoláky je nezisková organizace, která se od roku 2013 zaměřuje na rozvoj nadaných středoškolských studentů. Za svou činnost byla organizace v roce 2021 oceněna Cenou Gratias Tibi. Za tímto účelem propaguje mimoškolní vzdělávání a informuje o soutěžích a událostech pro středoškoláky na území České republiky. Organizace taktéž pořádá soutěž Středoškolák roku (dříve Nejaktivnější středoškolák), připravuje vlastní vzdělávací projekty a zprostředkovává pravidelná setkání komunity aktivních středoškoláků z ČR.

## Historie

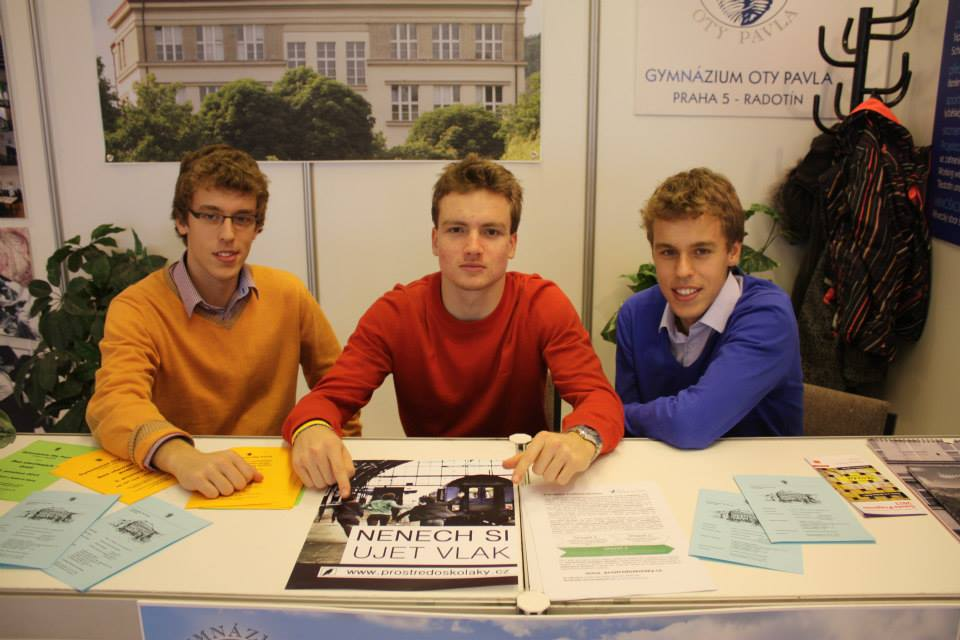
Zakladatelé organizace (zleva): Filip Ibl, Tomáš Zahradník, Robin Ibl

Organizace zahájila činnost v roce 2013 na základě blogu jednoho z organizátorů, který přilákal pozornost vzdělávacích organizací Scio a EDUin. Nejprve se organizace zaměřovala na vytváření internetového katalogu mimoškolních aktivit. Později se však začala orientovat i na pořádání vlastních vzdělávacích projektů. V letech 2013 a 2014 organizace uspořádala dva ročníky vzdělávací akademie (tzv. Říjnová a Listopadová akademie), v jejichž rámci studenti absolvovali přednášky z oblasti marketingu, moderního umění, investování, etikety a mnohých dalších oborů, které jsou dle pořadatelů projektu v českých školních osnovách nedostatečně zastoupeny. V následujících letech se stala hlavním předmětem činnosti organizace soutěž Středoškolák roku. V roce 2014 se se svou organizací umístili mezi finálovou devítkou v soutěži o cenu „Eduína“, která chce upozorňovat na podnětné a inovativní novinky v tuzemském vzdělávání.
Zakladateli organizace jsou Robin Ibl, Tomáš Zahradník a Filip Ibl, v době založení studenti maturitního ročníku Gymnázia Oty Pavla v Praze Radotíně.

## Aktivity organizace
Organizace ProStředoškoláky pořádá od roku 2014 vzdělávací akce, kterých se účastní středoškoláci z celé České republiky. Stěžejní aktivitou organizace je soutěž Středoškolák roku, která oceňuje studenty, kteří se ve svém volném čase věnují mimoškolním aktivitám. V souvislosti s touto soutěží pořádají i Vzdělávací akademii pro TOP100 (dříve TOP65) a Víkendové setkání finalistů. Mezi další činnost organizace patří i konference Free Spirit, na které mohou finalisté soutěže předat zkušenosti svým vrstevníkům a široké veřejnosti.

## Partneři projektu
V minulých letech projekt podpořili mimo jiných: Microsoft, Čtení pomáhá, Nadace O2, Hlavní město Praha, First International Ballet School in Prague, Centrum pro talentovanou mládež, Nadace Via – Fond rodiny Sýkorovy, Leaf Academy, Google, Francouzský institut v Praze.
Ročník 2018/2019 se konal pod záštitou Ministerstva školství, mládeže a tělovýchovy.